# Listă de conducători de stat din 1468
1464 - 1465 - 1466 - 1467 - 1468 - 1469 - 1470 - 1471 - 1472
Aceasta este o listă a conducătorilor de stat din anul 1468:

## Europa
- Albania (Durres): Gheorghe Kastrioti Skanderbeg (principe, 1443-1468) și Gjon Kastrioti (principe, 1468-1474)
- Anglia: Eduard al IV-lea (rege din dinastia York, 1461-1470, 1471-1483)
- Anjou: Rene (duce, 1434-1471/1480; anterior, duce de Lorena, 1431-1453; ulterior, rege al Neapolelui, 1435-1442)
- Aragon: Ioan al II-lea (rege din dinastia de Castilia, 1458-1479; anterior, rege al Navarrei, 1425-1479; totodată, rege al Siciliei, 1458-1479)
- Astrahan: Kasîm ibn Muhammad ibn Kucuk Muhammad (han, 1466-1480)
- Austria Anterioară și Tirol: Sigismund (duce din dinastia de Habsburg, ramura veche, 1446-1490; arhiduce, din 1453)
- Austria Interioară: Frederic al V-lea (duce din dinastia de Habsburg, ramura tânără, 1424-1493; ulterior, duce în Austria Superioară și Austria Inferioară, 1439-1440; ulterior, rege al Germaniei, 1440-1493; ulterior, împărat occidental, 1452-1493)
- Bavaria-Landshut: Ludovic al IX-lea cel Bogat (duce din dinastia de Wittelsbach, 1450-1479)
- Bavaria-Munchen: Albert al IV-lea cel Înțelept (duce din dinastia de Wittelsbach, 1463-1508)
- Bosnia: Matei Sabancic (rege nominal, 1465-1476)
- Bosnia-Herțegovina, statul Zahumija: Vladislav Hercegovic (duce din dinastia Kosaca, 1466-cca. 1470) și Vlatko Hercegovic (duce din dinastia Kosaca, 1466-1482)
- Brandenburg: Frederic al II-lea Dinte de Fier (principe elector din dinastia de Hohenzollern, 1440-1470)
- Bretagne: Francisc al II-lea (duce, 1458-1488)
- Burgundia: Carol Temerarul (duce din casa de Valois, 1467-1477)
- Castilia: Henric al IV-lea cel Neputincios (rege din dinastia de Trastamara, 1454-1474)
- Cehia: Gheorghe de Podebrad (rege din dinastia de Podebrad, 1458-1471)
- Cipru: Iacob al II-lea Bastardul (rege din dinastia de Antiohia-Lusigna, 1460/1464-1473)
- Crimeea: Nur Devlet ibn Hadji (han, 1467-1469?, 1476-1478 sau 1479)
- Danemarca: Christian I (rege din dinastia de Oldenburg, 1448-1481; ulterior, rege al Suediei, 1457-1464, 1465-1467)
- Ferrara: Borso (senior din casa d'Este, 1450-1471; duce, din 1452)
- Florența: Petru I cel Șchiop (senior din familia Medici, 1464-1469)
- Franța: Ludovic al XI-lea (rege din dinastia de Valois, 1461-1483)
- Germania: Frederic al III-lea (rege din dinastia de Habsburg, 1440-1493; anterior, duce în Austria Interioară, 1424-1493; ulterior, împărat occidental, 1452-1493)
- Gruzia: Bagrat al VI-lea (rege din dinastia Bagratizilor, 1465-1478)
- Hoarda de Aur: Ahmed (han, cca. 1465-ca. 1481)
- Imperiul occidental: Frederic al III-lea (împărat din dinastia de Habsburg, 1452-1493; totodată, arhiduce de Austria, 1424-1493; totodată, rege al Germaniei, 1440-1493)
- Imperiul otoman: Mehmed al II-lea Cuceritorul (sultan din dinastia Osmană, 1444-1446, 1451-1481)
- Kazan: Ibrahim ibn Mahmutek (han, 1467-1479)
- Lituania: Cazimir (mare duce, 1440-1492; ulterior, rege al Poloniei, 1447-1492)
- Lorena Superioară: Ioan al II-lea (duce din dinastia de Lorena-Anjou, 1453-1470)
- Mantova: Luigi al III-lea Turcul (marchiz din casa Gonzaga, 1444-1478)
- Milano: Galeazzo Maria (duce din familia Sforza, 1466-1476)
- Moldova: Ștefan cel Mare (domnitor, 1457-1504)
- Monaco: Claudina (seniorină, 1457-1494) și Lamberto (senior, 1458-1494)
- Montferrat: Guglielmo al VI-lea (marchiz din dinastia Paleologilor, 1464-1483)
- Moscova: Ivan al III-lea Vasilievici cel Mare (mare cneaz, 1462-1505)
- Muntenegru: Ivan (principe din dinastia Crnojevic, 1465-1490)
- Nasrizii: Abu'l Hassan Ali ibn Saad (emir din dinastia Nasrizilor, 1464-1482, 1483-1485)
- Navarra: Ioan I (rege din dinastia de Castilia, 1425-1479; ulterior, rege al Aragonului, 1458-1479; ulterior, rege al Siciliei, 1458-1479)
- Neapole: Ferdinand (Ferrante) I Bastardul (rege din casa de Aragon, 1458-1494)
- Ordinul teutonic: Henric Reuss von Plauen (mare maestru, 1467/1469-1470)
- Polonia: Cazimir al IV-lea (rege din dinastia Jagiello, 1447-1492; totodată, mare duce de Lituania, 1440-1492)
- Portugalia: Afonso al V-lea (rege din dinastia de Aviuz, 1438-1481)
- Reazan: Vasili Ivanovici (mare cneaz, cca. 1465-1483)
- Savoia: Amedeo al IX-lea cel Fericit (duce, 1465-1472)
- Saxonia: Ernst (principe elector din dinastia de Wettin, linia Ernestină, 1464-1485; ulterior, principe elector de Saxonia-Wittenberg, 1485-1486) și Albert (principe elector din dinastia de Wettin, linia Albertină, 1464-1485; duce de Saxonia-Dresda, 1485-1500)
- Scoția: Iacob al III-lea (rege din dinastia Stuart, 1460-1488)
- Sicilia: Ioan al II-lea (rege din dinastia de Castilia, 1458-1479; anterior, rege al Navarrei, 1425-1479; totodată, rege al Aragonului, 1458-1479)
- Statul papal: Paul al II-lea (papă, 1464-1471)
- Suedia: Karl Knutsson Bonde (rege, 1448-1457, 1464-1465, 1467-1470)
- Transilvania: Ioan Pongracz de Dindeleag (voievod, 1462-1465, 1468-1472, 1475-1476) și Nicolae Csupor de Monoszlo (voievod, 1468-1472)
- Tver: Mihail al III-lea Borisovici (mare cneaz, 1461-1485)
- Țara Românească: Radu cel Frumos (domnitor, 1462-1473, 1473-1474, 1474, 1474-1475)
- Ungaria: Matia Corvin (rege, 1458-1490)
- Veneția: Cristoforo Moro (doge, 1462-1471)

## Africa
- Benin: Ewuare cel Mare (obba, cca. 1440-cca. 1480)
- Buganda: Kayima (kabaka, 1464-1494)
- Califatul abbasid (Egipt): Abu'l-Mahasin Iusuf al-Mustandjid ibn al-Mutauakkil (calif din dinastia Abbasizilor, 1455-1479)
- Ethiopia: Zar'a Ya'kob (Constantin I) (împărat, 1434-1468) și Ba'eda Mariam I (împărat, 1468-1478)
- Hafsizii: Abu Umar Usman ibn Muhammad (IV) (calif din dinastia Hafsizilor, 1435-1488)
- Kanem-Bornu: Usman al IV-lea (sultan, cca. 1463-cca. 1473)
- Mamelucii: az-Zahir Timurbugha (sultan din dinastia Burdjizilor, 1467-1468) și al-Așraf Saif ad-Din Kaitbai (sultan din dinastia Burdjizilor, 1468-1496)
- Munhumutapa: Matope Nyanhehwe (rege din dinastia Munhumutapa, cca. 1450-cca. 1480)
- Rwanda: Nsoro Samukondo (rege, cca. 1458-cca. 1482)
- Songhay: Ali (sau Ali Ber) (rege din dinastia Sonni, 1464-1492)

## Asia

### Orientul Apropiat
- Ak Koyunlu: Uzun Hassan ibn Ali ibn Usman (conducător, 1453-1478)
- Cipru: Iacob al II-lea Bastardul (rege din dinastia de Antiohia-Lusigna, 1460/1464-1473)
- Imperiul otoman: Mehmed al II-lea Cuceritorul (sultan din dinastia Osmană, 1444-1446, 1451-1481)
- Kara Koyunlu: Hassan Ali ibn Djihan (emir, 1467-1468)
- Mamelucii: az-Zahir Timurbugha (sultan din dinastia Burdjizilor, 1467-1468) și al-Așraf Saif ad-Din Kaitbai (sultan din dinastia Burdjizilor, 1468-1496)
- Timurizii: Abu Said ibn Muhammad ibn Miranșah (emir din dinastia Timurizilor, 1451-1469; ulterior, emir și în Horasan, 1458-1469)

### Orientul Îndepărtat
- Bengal: Rukn ad-Din Barbak Șah ibn Mahmud (sultan din casa lui Ilias Șah, 1459/1460-1474)
- Birmania, statul Arakan: Basawpyu (Kalimah Șah) (rege din dinastia de Mrohaung, 1459-1482)
- Birmania, statul Ava: Narapati (rege, 1443-1469)
- Birmania, statul Mon: Șin Sawbu (regină, 1453-1472)
- Cambodgea: Samdech Preah Noreai Reamea Thippadey (rege, 1467-1471)
- Cambodgea, statul Tjampa: P'an-lo T'ou-ts'iuan (rege din cea de a paisprezecea dinastie, 1460-1471)
- China: Xianzong (Zhu Jianshen) (împărat din dinastia Ming, 1465-1487)
- Coreea, statul Choson: Sejo (Yi Yu) (rege din dinastia Yi, 1456-1468)
- Hoarda de Aur: Ahmed (han, cca. 1465-ca. 1481)
- India, Bahmanizii: Șams ad-Din Muhammad al III-lea ibn Humayun (sultan, 1463-1482)
- India, statul Delhi: Bahlul Șah Ghazi (sultan din dinastia Lodi, 1451-1489)
- India, statul Gujarat: Mahmud Șah I Begarha (Fath Han) ibn Muhammad (sultan, 1458-1511)
- India, statul Handeș: Adil Han al II-lea Humayun ibn Mubarak (sultan din dinastia Farukizilor, 1457-1503)
- India, statul Vijayanagar: Virupakșa al II-lea (conducător din dinastia Sangama, 1465-1485)
- Japonia: Go-Tsuch-imikado (împărat, 1465-1500) și Yoșinari (Yoșimasa) (principe imperial din familia Așikaga, 1443-1474)
- Kashmir: Zain al-Abidin Șahi-han ibn Sikandar (sultan din casa lui Șah Mir, 1420-1470)
- Laos, statul Lan Xang: Thao Lu-Sai Tiakkaphat (rege, 1438-1479)
- Statul Madjapahit: Bhre Vijaya Angkovipaya (Bhre Pandam Salas) (rege, 1466-1478)
- Malacca: Mansur Șah (sultan, 1456-1477)
- Mongolii: Bayan Mongke (Bolku Cinong) (han, 1467-1470)
- Nepal: Jayayakșamalla (rege din dinastia Malla, 1428-1480)
- Sri Lanka, statul Jaffna: Kangasuriya Segarajasekaran al VI-lea (rege, 1440-1450, 1467-1478)
- Sri Lanka, statul Kotte: Jayabahu al II-lea (Jayavira Parakkamabahu) (rege, 1466-1469)
- Thailanda, statul Ayutthaya: Boromtrailokanat (rege, 1448-1488)
- Tibet: bSod-nams P'yogs-glang (panchen lama, 1439-1505)
- Tibet: dGe-'dun Grub-pa (dalai lama, 1417/1419-1474/1476)
- Timurizii: Abu Said ibn Muhammad ibn Miranșah (emir din dinastia Timurizilor, 1451-1469; ulterior, emir și în Horasan, 1458-1469)
- Vietnam, statul Dai Viet: Le Thanh-tong (Thuan huang-de) (rege din dinastia Le târzie, 1460-1497)

## America
- Aztecii: Moctezuma I Ilhuicamina (conducător, 1440-1469)
- Incașii: Pachacuti Inca Yupanqui (conducător, 1438-1471)